# 남제 무제
제 세조 무황제 소색(齊 世祖 武皇帝 蕭賾, 440년 ~ 493년)은 중국 남북조 시대 남제의 제2대 황제(재위：482년 ~ 493년)이다. 자는 선원(宣遠), 아명은 용아(龍兒)이다. 소도성의 맏아들이다.

## 생애
482년에 소도성이 죽고, 아들 무제 소색이 즉위했다. 소도성의 뒤를 계승한 2대 무제는 여러 번 북위를 공격했으나 패배로 끝났다. 무제는 아들 경릉왕 소자량을 상류로 보내 송나라 효무제이래 실시했던 태사(台使)파견을 중지했다. 태사는 조세대납 지역에 대해 중앙에서 그 감시를 위해 내려보내는 관리였으나 부정부패가 심했고, 명문출신의 지방관과 대립하여 악평이 많았다.
무제는 또한 교적관(校籍官)을 시켜 호적을 조사하고 정리하였다. 수년에 걸친 토지 조사 및 호적조사로 부정부패 때문에 토지를 빼앗기고 국경 근처에서 떠돌던 많은 백성들이 호적에 복귀하였다. 무제는 중서사인 채법량, 여문도를 시작으로 한족 문인 출신의 인재를 등용하여 귀족을 제압했다. 이로 인해 귀족의 지지는 잃어버렸으나, 치세 전반에 걸쳐 백성들의 삶은 윤택해지고, 도시가 번영하였다는 평이 전해졌다. 무제의 치세는 영명의 치(永明의 治)라 불렸으나 무제 사후 후계자 쟁탈전이 벌어져 11년간 계속된 뒤 2명의 어린 군주들의 짧은 재위를 거쳐 명제가 즉위했다. 그 사이 북위에게 산동을 포함한 회하 이북을 빼앗기고 말았다.

## 가족
- 황후 : 무목황후 배씨 배혜소(武穆皇后 裴氏 裴惠昭) (~481)
  - 제 1황자 : 문혜태자 소장무(文惠太子 蕭長懋) (458~493) - (남제 세종문황제)
    - 제 1황손자 : 울림왕 소소업(鬱林王 蕭昭業) - (남제 전폐제)
    - 제 2황손자 : 해릉공왕 소소문 (海陵恭王 蕭昭文) - (남제 중폐제)

  - 제 2황자 : 경릉문선왕 소자량(竟陵文宣王 蕭子良) (460~494)
- 후궁 : 귀비 범씨(貴妃 范氏)
- 후궁 : 귀빈 양씨(貴嬪 羊氏)
- 후궁 : 숙비 장씨(淑妃 張氏)
  - 제 3황자 : 여릉왕 소자경(廬陵王 蕭子卿) (468~494)
  - 제 4황자 : 어복후 소자향(魚復侯 蕭子響) (469~490)
- 후궁 : 소화 순씨(昭華 荀氏)
  - 제 19황자 : 남강왕 소자림(南康王 蕭子琳) (485~498)
- 후궁 : 숙의 주씨(淑儀 周氏)
  - 제 5황자 : 안륙왕 소자경(安陸王 蕭子敬) (472~494)
  - 제 9황자 : 건안왕 소자진(建安王 蕭子眞) (476~494)
- 후궁 : 숙의 왕씨(淑儀 王氏)
  - 제 8황자 : 수군왕 소자륭(隨郡王 蕭子隆) (474~494)
- 후궁 : 숙의 강씨(淑儀 江氏)
- 제 16황자 : 임하왕 소자악(臨賀王 蕭子岳) (485~498)
- 후궁 : 숙원 완씨(淑媛 阮氏)
  - 제 7황자 : 진안왕 소자무(晉安王 蕭子懋) (472~494)
  - 제 18황자 : 형양왕 소자준(衡陽王 蕭子峻) (485~498)
- 후궁 : 첩여 채씨(婕妤 蔡氏)
  - 제 10황자 : 서양왕 소자명(西陽王 蕭子明) (479~495)
- 후궁 : 첩여 안씨(婕妤 顔氏)
  - 제 20황자 : 영양왕 소자민(永陽王 蕭子珉) (485~498)
- 후궁 : 용화 낙씨(容華 樂氏)
  - 제 11황자 : 남해왕 소자한(南海王 蕭子罕) (479~495)
- 후궁 : 충화 부씨(充華 傅氏)
  - 제 13황자 : 파릉왕 소자륜(巴陵王 蕭子倫) (479~494)
- 후궁 : 충화 하씨(充華 何氏)
  - 제 23황자 : 남군왕 소자하(南郡王 蕭子夏) (492~498)
- 후궁 : 소의 사씨(昭儀 謝氏)
  - 제 14황자 : 소릉왕 소자정(邵陵王 蕭子貞) (481~495)
- 후궁 : 소용 유씨(昭容 庾氏)
  - 제 17황자 : 서양왕 소자문(西陽王 蕭子文) (485~498)
- 후궁 : 궁인 사씨(宮人 謝氏)
  - 제 21황자 : 상동왕 소자건(湘東王 蕭子建) (486~498)
- 후궁 : 궁인 한씨 한난영(宮人 韓氏 韓蘭英)
- 생모미상
  - 제 1황녀 : 오현공주(吳縣公主)
  - 제 2황녀 : 장성공주(長城公主)
  - 제 3황녀 : 무강공주(武康公主)

## 기년
| 무제        | 원년            | 2년        | 3년        | 4년        | 5년        | 6년        | 7년        | 8년        | 9년        | 10년       | 11년       |
| ----------- | --------------- | ---------- | ---------- | ---------- | ---------- | ---------- | ---------- | ---------- | ---------- | ---------- | ---------- |
| 서력 (西曆) | 483년           | 484년      | 485년      | 486년      | 487년      | 488년      | 489년      | 490년      | 491년      | 492년      | 493년      |
| 간지 (干支) | 계해(癸亥)      | 갑자(甲子) | 을축(乙丑) | 병인(丙寅) | 정묘(丁卯) | 무진(戊辰) | 기사(己巳) | 경오(庚午) | 신미(辛未) | 임신(壬申) | 계유(癸酉) |
| 연호 (年號) | 영명(永明) 원년 | 2년        | 3년        | 4년        | 5년        | 6년        | 7년        | 8년        | 9년        | 10년       | 11년       |